# Mezzana
Mezzana là một đô thị ở Trentino ở vùng Trentino-Alto Adige/Südtirol của Ý, tọa lạc cách 35 km về phía tây bắc của Trento. Tại thời điểm ngày 31 tháng 12 năm 2004, đô thị này có dân số 877 người và diện tích là 27,3 km².
Mezzana giáp các đô thị: Rabbi, Commezzadura, Pellizzano và Pinzolo.